# Jesús Roberto Chávez
Jesús Roberto Chávez Guzmán (Torreón, 26 aprile 1986) è un ex calciatore messicano, di ruolo difensore.